# Incendiu de vehicul
Un incendiu de vehicul este focul unui automobil, camion, autobuz sau un motor cu două roți. Un incendiu de mașină este foarte periculos, deoarece oamenii pot fi încă în vehicul și în plus, multe materiale de construcție(piese din plastic, anvelope, etc.) produc gaze toxice pentru organismul uman, din cauza fumului.

## Cauze
- Accident de circulație, incendiul nu apare neapărat imediat. Pot apărea scântei din scurgerea combustibilului, în timpul accidentului în sine combustibilul se prelinge pe mașină, fapt care duce la incendierea acesteia.
- Frânarea, pe o perioadă mai lungă de timp, la coborâre, de pe un munte sau o supraîncălzire din cauza unui defect tehnic, poate provoca un incendiu de mașină;
- Anvelope deteriorate, mai ales pe camioane cu roți duble. O presiune prea mică a aerului într-o anvelopă, poate duce la supraîncălzirea anvelopei și spargerea acestora.
- Cablurile de alimentare deteriorate sau supraîncărcate.
- Scurgerea combustibilului pe carburator.
- Incendiu datorat unui act de vandalism sau fraudă în asigurări[1].

## Stingerea incendiilor
Un incendiu de mașină poate fi stins în primele minute cu un stingător de incendiu sau o pătură de incendiu, care este în mașina personală.
Pentru stingerea unui autovehicul se procedează astfel: 
- se oprește motorul (dacă era în funcțiune) cu ajutorul cheii de contact și atunci mașina nu mai este alimentată cu combustibil;
- se închide capota;
- se stinge incendiul cu stingătoare de praf și CO2, ori cu nisip, pământ sau alte mase pulverulente[2].